# Pio Foà
Pio Foà (Sabbioneta, 26 gennaio 1848 – Torino, 6 ottobre 1923) è stato un medico e politico italiano.

## Biografia
Appartenente a una famiglia di religione ebraica, ancora studente liceale al "Beccaria" di Milano, nel 1866 fu volontario garibaldino nella terza guerra di indipendenza italiana e partecipò alla battaglia di Bezzecca. Studiò Medicina a Pavia, dove fu allievo di Giulio Bizzozero e di Giacomo Sangalli. Dopo la laurea nel 1872, intraprese un'attività di ricerca dapprima in anatomia patologica sotto la guida di Bizzozero, che seguì all'università di Torino, poi in fisiologia a Firenze con Moritz Schiff (1873), nuovamente a Pavia in psichiatria con Cesare Lombroso (1874), e infine a Strasburgo in anatomia patologica con Friedrich Daniel von Recklinghausen (1875). Tornato in Italia, sposò la cugina Bice Foà (dal matrimonio nascerà il figlio Carlo, che diverrà anch'egli un illustre studioso) e iniziò la sua carriera universitaria con l'incarico in anatomia patologica all'università di Modena (1875); nel 1881 ebbe la nomina a professore ordinario; nel 1884 ottenne la cattedra di anatomia patologica a Torino, dove rimase definitivamente.
Le ricerche, e quindi le pubblicazioni scientifiche di Pio Foà, sono state molto numerose, come pure numerosi sono stati i casi clinici studiati e descritti. Si è interessato soprattutto del sangue, degli organi emopoietici e delle cellule ematiche. Fu il primo a osservare nei reticolociti, ossia nei globuli rossi di recente formazione, una sostanza granulo-filamentosa segno patognomonico di giovinezza del globulo rosso. Ha anche eseguito studi di microbiologia (studiò l'azione patogena del Diplococcus lanceolatus), e dell'anatomia patologica di affezioni epatiche e renali. Venne accolto all'Accademia delle Scienze di Torino.
Accanto all'attività scientifica, in Foà fu notevole anche l'impegno civile e politico soprattutto quello legato all'educazione sanitaria, con divulgazione delle nozioni di igiene e prevenzione delle malattie nelle classi sociali meno abbienti. in collaborazione con Gaetano Ronzoni si impegnò nella lotta alla tubercolosi e ricoprì la carica di presidente della "Federazione italiana delle opere antitubercolari". Fu assertore della necessità di impartire ai giovani una corretta educazione sessuale, e fu anzi autore di numerosi scritti sull'argomento. Accettò la presidenza dell'«Unione dell'educazione popolare» offertagli da Filippo Turati. Nel 1900, con Herlitzka e Donato Bachi, fu cofondatore dell'Università Popolare di Torino. Fu a lungo assessore al Comune di Torino e nel 1908 venne nominato senatore del regno.

## Scritti in volume (scelta)
- Pio Foà, Studio sull'anatomia patologica del midollo delle ossa, Bologna : Fava e Garagnani, 1872
- Pio Foà, Osservazioni cliniche ed anatomiche raccolte nel Manicomio di Pavia, Napoli : Il Magagni, 1874
- Pio Foà, Igiene sessuale, Milano : Federazione Italiana Delle Biblioteche Popolari, 1914
- Pio Foà (a cura di), Trattato di anatomia patologica per medici e studenti,  pubblicato dal prof. Pio Foà; con la collaborazione dei prof. Ettore Marchiafava, 6 voll. Torino : UTET, 1920-24
- Pio Foà, Sull'igiene fisica e morale della gioventù, Roma : Leonardo da Vinci, 1923